# NGC 2357
NGC 2357 је спирална галаксија у сазвежђу Близанци која се налази на NGC листи објеката дубоког неба.
Деклинација објекта је + 23° 21' 23" а ректасцензија 7h 17m 40,9s. Привидна величина (магнитуда) објекта NGC 2357 износи 13,7 а фотографска магнитуда 14,4. Налази се на удаљености од 33,324 милиона парсека од Сунца. NGC 2357 је још познат и под ознакама UGC 3782, MCG 4-17-14, CGCG 116-46, FGC 619, IRAS 07146+2326, PGC 20592.